# Basiliek van het Heilig Bloed
De Basiliek van het Heilig Bloed, ook wel Heilig Bloedbasiliek, is een dubbelkapel in de stad Brugge, gelegen aan de Burg.

## Basiliuskapel en Sint-Ivokapel
Beneden ligt de Sint-Basiliuskapel (1139-1149), de enige volledig bewaarde romaanse kerk in West-Vlaanderen. Ze is gewijd aan de Heilige Basilius. Dit was de huiskapel van de graven van Vlaanderen, meer bepaald van Diederik van de Elzas, graaf van Vlaanderen (die het Heilig Bloed naar Brugge zou hebben gebracht).
Tussen het stadhuis en de Sint-Basiliuskapel ligt de kleine Sint-Ivokapel, die onder het ancien régime de bidplaats was van de Brugse rechtsgeleerden en van hun vereniging,  genaamd De Sabbatine.

## Heilig Bloedkapel
De Basiliuskapel en de Ivokapel werden de onderbouw van de gotische bovenkapel, de Heilig Bloedkapel, waar de relikwie wordt bewaard van het Heilig Bloed, die elk jaar op Hemelvaartsdag wordt rondgedragen in de Heilig Bloedprocessie. Ook de Heilig Bloedkapel was oorspronkelijk romaans, maar werd in de 15e eeuw in gotische stijl gerenoveerd. Tijdens de Franse Revolutie werd de bovenkapel grotendeels verwoest en in 1819-1839 opnieuw opgebouwd. Ze is thans een pronkstuk van neogotische aankleding.
De beide kapellen werden in 1923 tot basiliek verheven en bevatten heel wat kunstvoorwerpen en een museum. 
Dagelijks worden er liturgische plechtigheden gehouden. De plechtige misvieringen, vooral op zondag, spannen zich in om door een aanzienlijke meertaligheid, de bezoekers van andere nationaliteiten aan te spreken. Op vrijdag zijn talrijke leden van de Edele Confrérie aanwezig voor de Mis van 11 uur.
Elke laatste zondag van de maand werd  sinds het begin van de eenentwintigste eeuw, in de bovenkapel van de basiliek, aan een zijaltaar, een mis in het Latijn opgedragen volgens de Tridentijnse ritus, verzorgd door een priester van de Priesterbroederschap van Sint-Pieter. Vanaf begin 2022 werd die Mis opgedragen in de benedenkapel, door een priester van het bisdom Brugge.
Tussen 2001 en midden 2020 was kanunnik Libert Bruneel rector van de basiliek. Hij werd opgevolgd door kanunnik Piet Vandevoorde. Sinds 2012 is Eric Hallein er organist.

## Trappenhuis en Criminele Griffie
Het trappenhuis werd gebouwd tussen 1528 en 1532, mogelijk ter vervanging van een eenvoudige trap die toegang gaf tot de Heilig Bloedkapel. Het trappenhuis is een laatgotische stijl met renaissance-kenmerken gebouwd, net zoals de rechts aangebouwde Criminele Griffie. Tussen 1829 en 1839 werden het trappenhuis en de Criminele Griffie gereconstrueerd met hergebruik van het bouwmateriaal en het beeldhouwwerk, waarbij het gebouw vier meter achteruit werd geplaatst. De gevels van de twee gebouwen werden pas tussen 1891 en 1894 afgewerkt, waarbij het beeldbouwwerk vernieuwd werd door M. D'Hondt, aangezien het bewaarde beeldhouwwerk sterk verweerd was.

## Museum
Het museum in de basiliek illustreert de rijke geschiedenis van de Heilig Bloedkapel en van het Heilig Bloed zelf op diverse manieren. De voornaamste blikvanger is het reliekschrijn van het Heilig Bloed dat in 1617 door de Brugse goudsmid Jan Crabbe werd vervaardigd uit ca. 30 kg goud en zilver, verrijkt met meer dan 100 edelstenen.
Verdere bezienswaardigheden zijn: een zilveren kroontje uit de 15de eeuw (een schenking van Maria van Bourgondië), diverse schilderijen uit de 15de en 16de eeuw (waaronder twee panelen van Pieter Pourbus uit 1556 met de leden van de Confrérie van het Heilig Bloed), zes eikenhouten medaillons van Hendrik Pulinx uit 1698-1781, die het leven van Christus uitbeelden, en een wandtapijt uit 1637.
In 2007 kon de Confrérie van het Heilig Bloed, met steun van de Koning Boudewijnstichting, een zogenaamde pareerkaars van het Heilig Bloed terug verwerven, die in de revolutietijd verdwenen was. Dit kunstwerk uit de vroege zestiende eeuw, dat jaarlijks werd meegedragen in de processie, maakt nu deel uit van de museumcollectie.

## Wapen
De Edele Confrérie van het Heilig Bloed heeft op 17 mei 2013, vanwege de Vlaamse Heraldische Raad, de toekenning verkregen van een wapenschild op naam van de Basiliek van het Heilig Bloed.
De beschrijving van het  wapen luidt: In keel, een pelikaan met zijn jongen in het nest, alles van zilver, wonde en bloeddruppels van keel, overtopt met de Brugse relikwie van het Heilig Bloed. Het schild geplaatst op tweeschuingekruiste sleutels van zilver en van goud edn op een paalsgewijze geplaatst conopeum van goud en van keel met een  schacht van goud. 

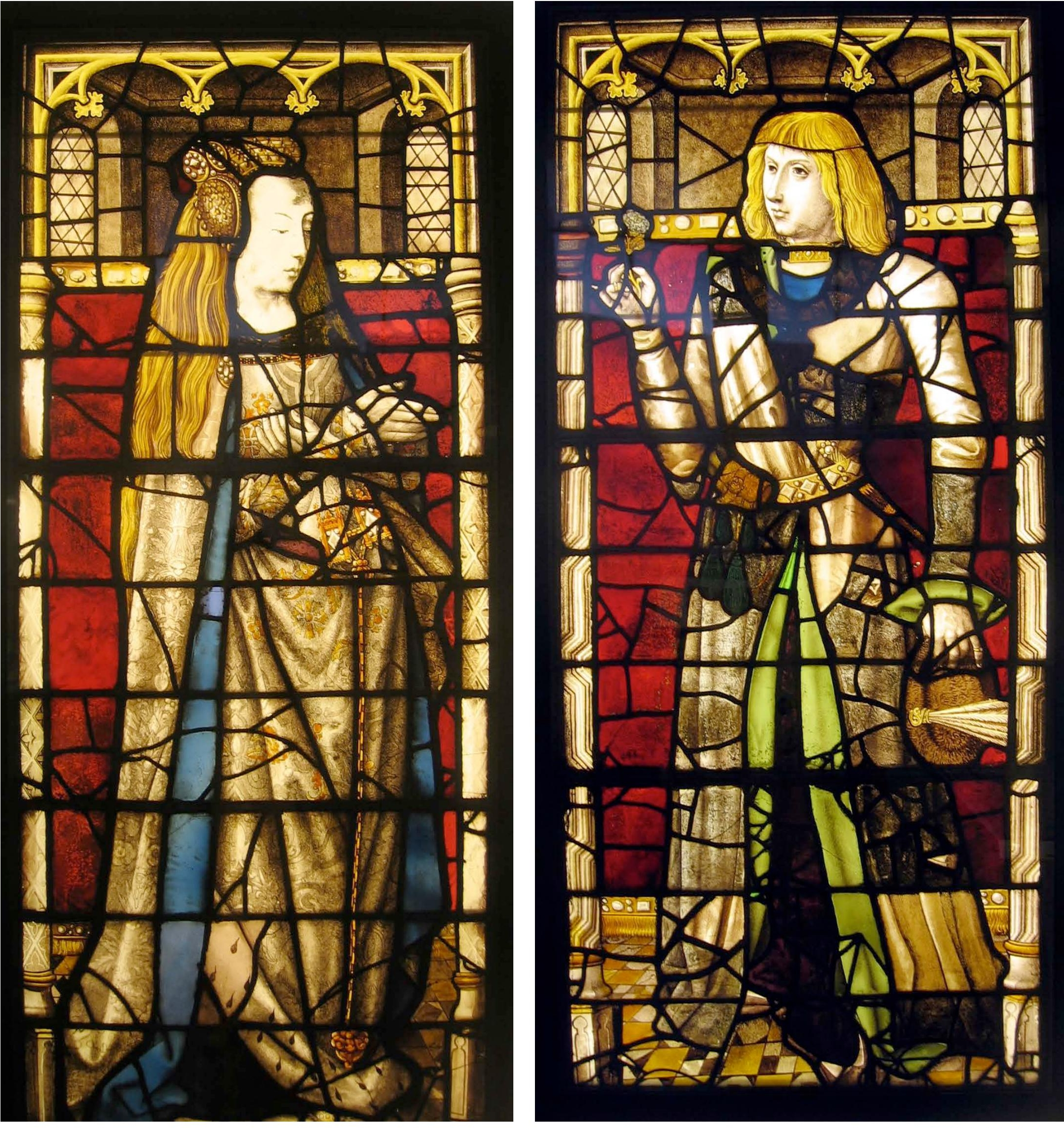
Filips de Schone en Johanna van Castilië (ca. 1500). Glas-in-loodraam uit de Heilig Bloedkapel, nu in het V&A, Londen.

## Glas in lood
De brandglasramen zijn grotendeels 20e-eeuws en vervaardigd in het atelier van Guy De Lodder. Hij herstelde de neogotische exemplaren die Jean-François Pluys in 1845-1847 had gemaakt in opdracht van de Edele Confrérie van het Heilig Bloed en die vernietigd waren bij de bomaanslag van 14 februari 1967 op de Burg. De oorspronkelijke laatmiddeleeuwse glazen waren verwijderd in 1795 tijdens de Franse periode. De mooiste exemplaren werden verkocht. Het ging om zeven dubbelramen in het koor waarop Bourgondisch-Habsburgse heersers waren geportretteerd, alsook een grote kruisafneming aan de westzijde. Elf fragmenten, waaronder twee van de zeven vorstenkoppels, bevinden zich sinds 1918 in het Victoria & Albert Museum in Londen.

## Archief
De Confrérie van het Heilig Bloed bewaart het rijke archief van de instelling. Het bevat niet alleen talrijke documenten uit de vroegere eeuwen, maar ook heel wat iconografisch materiaal.

## Fotogalerij

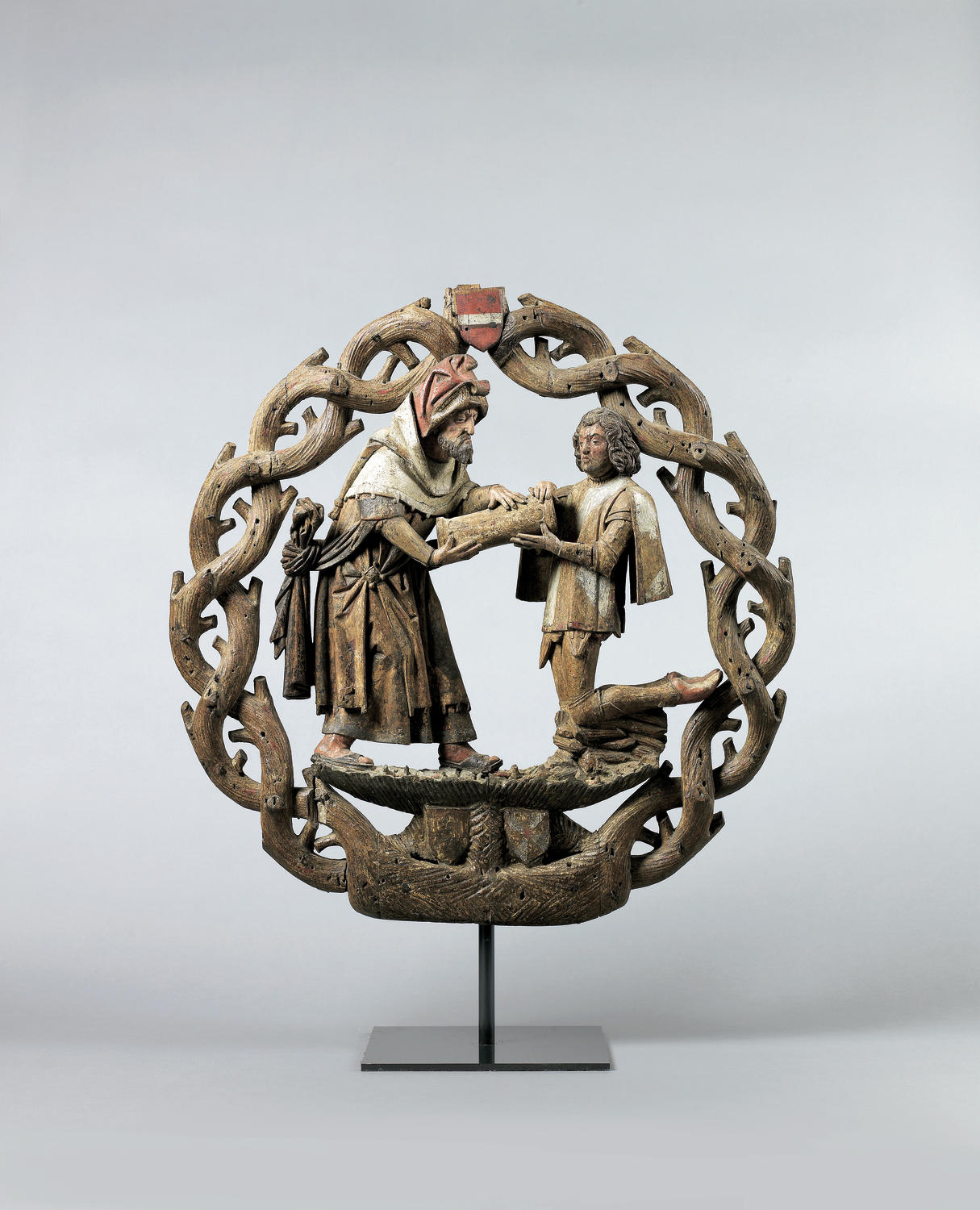
Pareerkaars van het Heilig Bloed
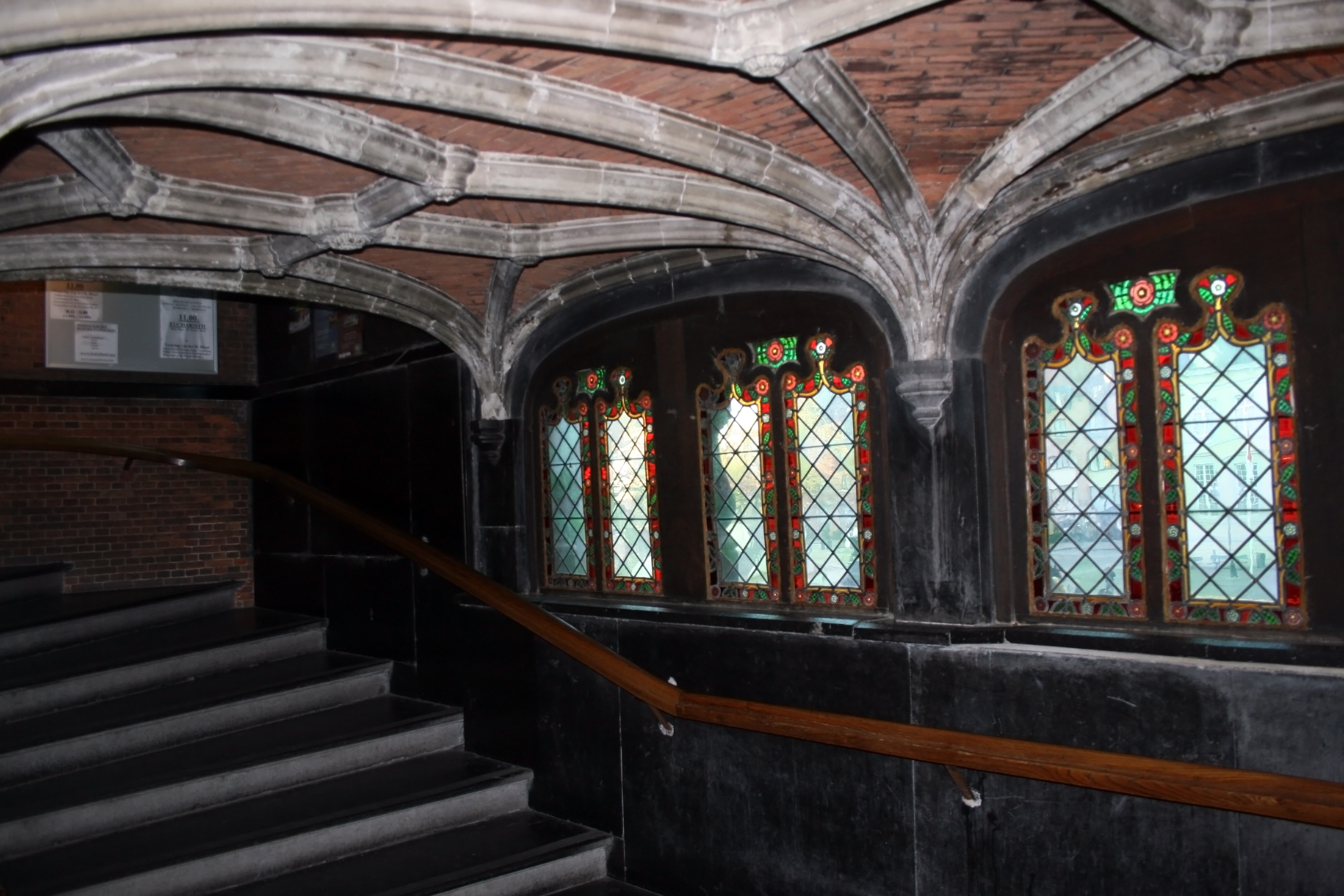
Binnengezicht trappenhal
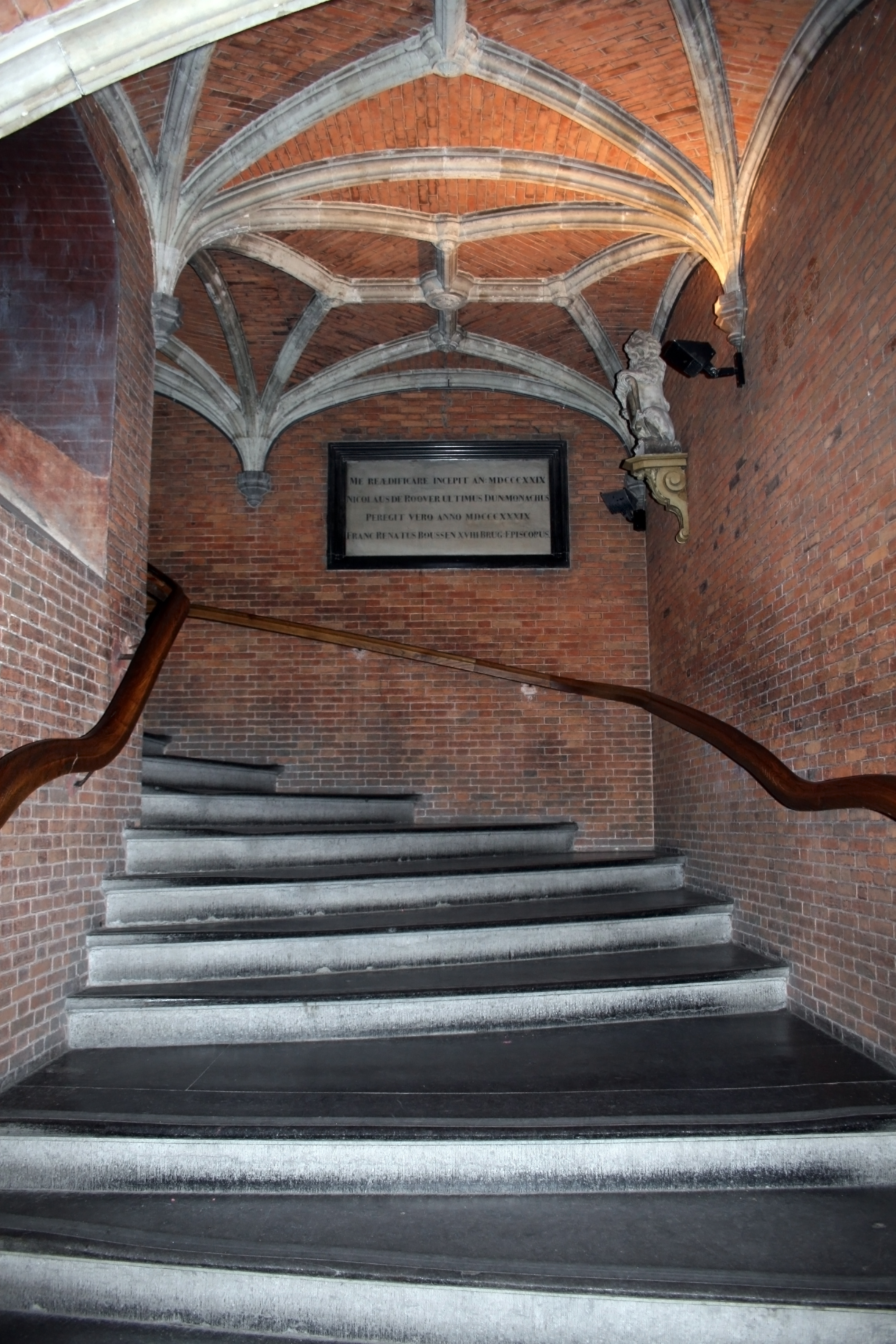
Binnengezicht trappenhal
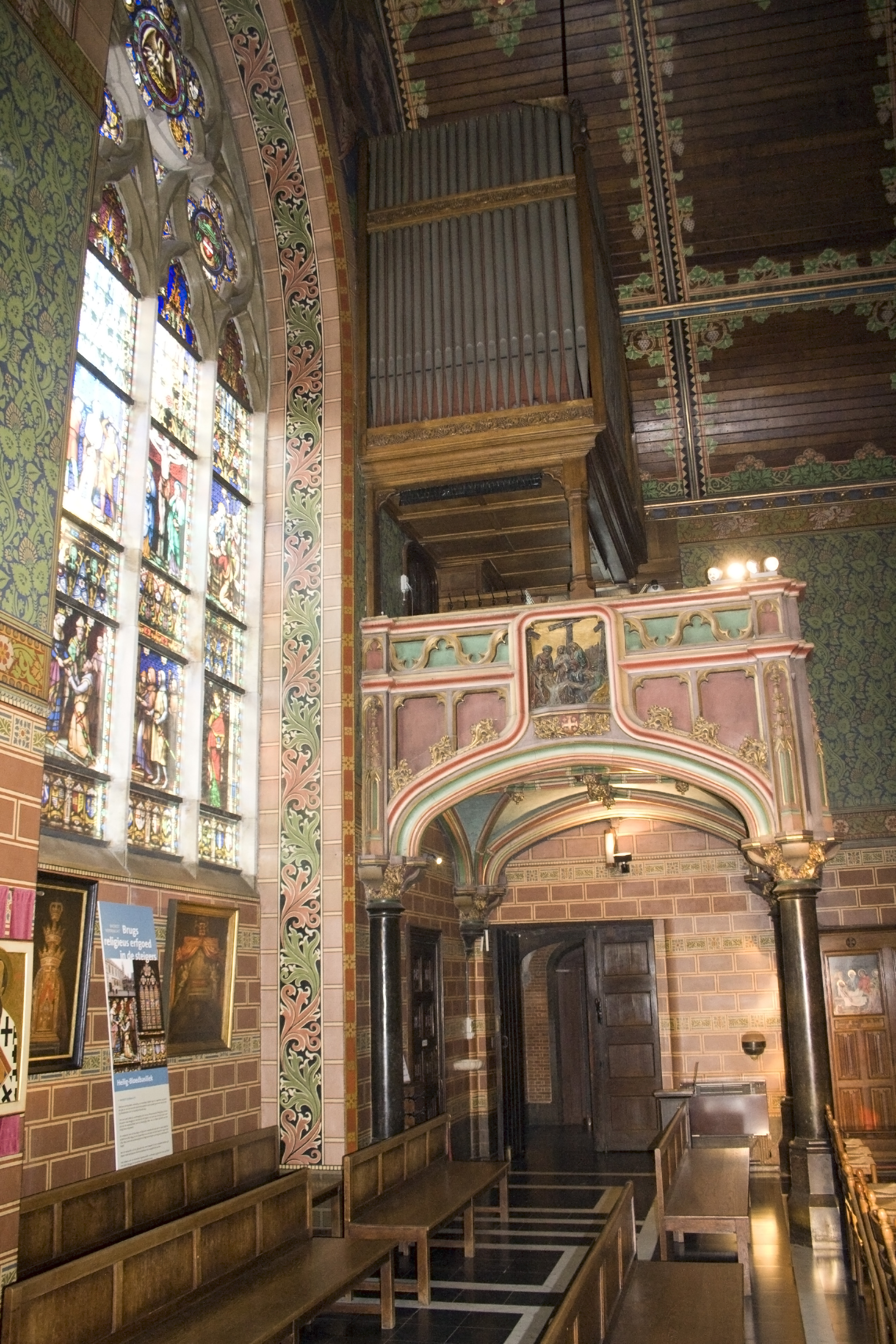
Inkom Heilig Bloedkapel en orgel
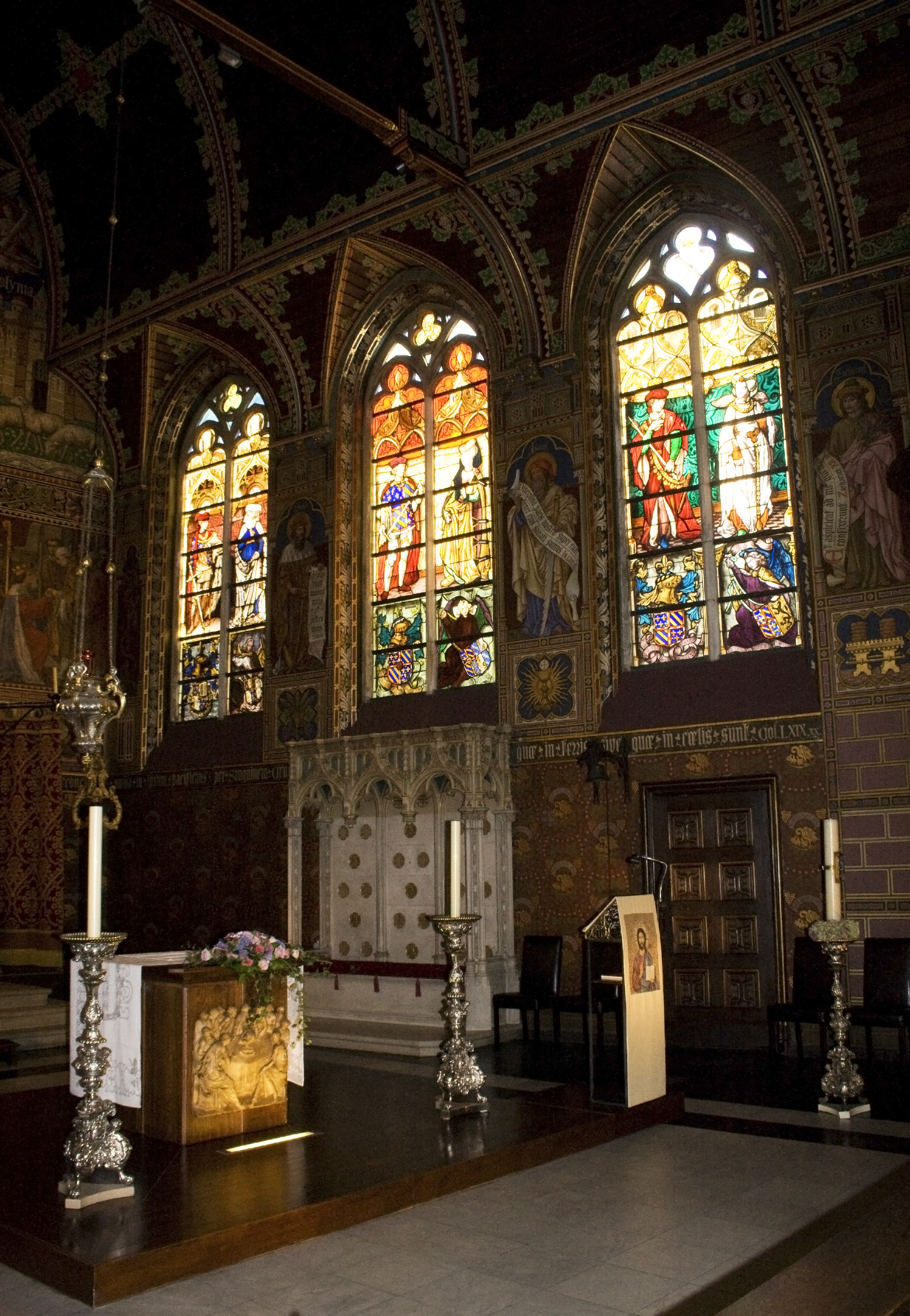
Gebrandschilderde ramen

## Trivia
- De Vlaamse auteur Pieter Aspe was een tijdlang koster en inwonend conciërge in deze kerk.[6]